# NGC 438
NGC 438 este o galaxie spirală situată în constelația Sculptorul. A fost descoperită în 1 septembrie 1834 de către John Herschel.